# Dernivka, Jovkva
Dernivka (în ucraineană Дернівка) este un sat în comuna Zibolkî din raionul Jovkva, regiunea Liov, Ucraina.

## Demografie
Componența lingvistică a localității Dernivka
     Ucraineană (100%)
Conform recensământului din 2001, toată populația localității Dernivka era vorbitoare de ucraineană (100%).